# Vaesrade
Vaesrade, en limbourgeois Vaosje, est un village situé dans la commune néerlandaise de Beekdaelen, dans la province du Limbourg. Le 1er janvier 2005, le village comptait 980 habitants.
Vaesrade est situé sur la rive droite du Geleenbeek.

## Histoire
Vaesrade a été une ancienne commune jusqu'au 26 juillet 1821, date de son rattachement à Nuth.